# Кукольники
Кукольники — дворянский род.
Старинный карпато-русский дворянский род; предки его имели даже княжеский титул, утраченный во время преследований униатов со стороны иезуитов. Родоначальник русской ветви — Кукольник, Василий Григорьевич (1765—1821) — русский учёный и педагог, отец пяти сыновей. Известные его сыновья:
- Нестор Васильевич (1809—1868) — русский писатель, поэт, драматург;
- Павел Васильевич (1795—1884) — русский историк, поэт, педагог, литератор, драматург;
- Платон Васильевич (~1804—1848) — учитель.

## Описание герба
Щит рассечён. В правой голубой части три серебряные одна выше другой горы, и над горами золотая шестиугольная звезда. В левой красной части две волнистые серебряные полосы в перевязь от середины щита к левому нижнему углу, и над ними золотой полумесяц, рогами обращённый влево.(В геральдике правую и левую стороны определяют относительно рыцаря, носящего гербовый щит: правая сторона герба находится слева от зрителя, а левая — справа.)
Щит увенчан дворянскими шлемом и короной со страусовыми перьями. Намёт на щите пурпуровый, подложенный золотом.